# 브루노 베르너
브루노 게오르게 베르너(독일어: Bruno George Berner, 1977년 11월 21일, 취리히 주 취리히 ~)는 스위스의 프로 축구 감독이자 전직 선수로 현재 스위스 슈퍼리그의 친정 구단 그라스호퍼를 지휘하고 있다. 현역 시절, 베르너는 주로 좌측 수비를 맡았지만, 중앙 수비, 좌측 중원, 중원 등 다른 역할을 특히 레스터 시티의 말년에 맡은 적이 있다.
그는 현역 시절 대부분을 그라스호퍼, 프라이부르크, 바젤, 그리고 레스터 시티에서 보냈다.

## 클럽 경력

### 그라스호퍼
베르너는 인근 구단 글라트브루크의 유소년부에서 축구를 시작했고, 1992년에는 그라스호퍼 유소년부로 이적하여 여러 연령대를 거치며 성장했다. 1997-98 시즌, 그는 롤프 프링어 감독의 눈에 띄어 U-21 선수단에서 1군으로 승격했고, 스위스 리그를 우승했다. 2000년 1월, 베르너는 오비에도로 임대된 뒤 4개월 만에 복귀했다. 그는 2000-01 시즌에 그라스호퍼 소속으로 2번째 리그 우승을 경험했다. 베르너는 28번의 경기에 출전해 1골을 기록했다. 그라스호퍼는 2001-02 시즌에 리그를 준우승으로 마쳤다.

### 프라이부르크
2002년, 베르너는 독일로 건너가 2. 분데스리가의 프라이부르크에 입단했다. 2002-03 시즌 끝에 베르너의 프라이부르크는 2부 리그를 우승해 승격을 이룩했다. 프라이부르크는 2003-04 시즌 리그를 13위로 마쳤지만, 2004-05 시즌에는 리그를 최하위로 마쳐 2부로 강등되었다.

### 바젤
2005년 1월 23일, 베르너는 프라이부르크에서 바젤로 이적이 확정되었다고 발표가 났다. 그는 2005-06 시즌에 크리스티안 그로스 감독이 7년차를 맞이한 바젤의 1군에 합류했다. 둘은 앞서 베르너의 그라스호퍼 초면에 동행한 구면이었다. 7번의 연습 경기에 출전한 베르너는 2005년 8월 6일에 이베르동 시립 경기장에서 열린 이베르동-스포르와의 원정 경기에서 스위스 슈퍼리그 첫 경기를 치렀다. 베르너는 이 경기에서 20분 만에 부상을 당해 빠져나갔고, 11월이 되어서야 다시 출전 기회를 잡았다. 베르너는 후반기에 더 많은 출전 기회를 잡았지만, 주전으로 도약하지는 못했다. 바젤은 그 시즌을 준우승으로 마쳤다.
바젤의 이듬해 유럽대항전은 UEFA컵 1차 예선전으로 시작했는데, 카자흐스탄의 토볼에 합계 3-1로 이겼다. 2차 예선전에서는 리히텐슈타인의 파두츠를 맞이하여 합계 2-2로 비기며 원정 다득점 원칙에 따라 간신히 최종 예선전에 오를 수 있었다. 1차전에는 라보트니츠키를 합계 7-2로 격파하고 조별 리그에 합류했다. 바젤은 조별 리그 첫경기에서 페예노르트를 맞이하여 1-1로 비겼다. 2차전에는 블랙번 로버스에 0-3으로 패했다. 낭시와의 안방 경기에서 2-2로 비긴 후, 최종전에서 비스와 크라쿠프에는 1-3으로 패했다. 바젤은 조별 리그에서 최하위로 탈락했다. 베르너는 유럽대항전 10경기 중 6번의 경기에 출전했다.
베르너는 전반기의 18번의 리그 경기에서 15번 출전했지만, 8번만 선발로 출전했다. 그는 구단을 떠나기로 결정했다. 짧은 시기에 바젤과 동행하던 베르너는 바젤 소속으로 16번의 경기에 출전해 2골을 기록했다. 32번은 스위스 슈퍼리그에서, 2번은 스위스컵에서, 12번은 UEFA컵에서, 그리고 23번은 친선경기에 출전했다. 두 골은 모두 연습 경기에서 기록했다.

### 블랙번 로버스
베르너는 2007년 1월 30일에 거액으로 바젤에서 블랙번 로버스로 이적했다. 그는 등번호 25번을 받았다. 2007년 2월 10일, 그는 0-1로 패한 에버턴과의 경기에서 첫 프리미어리그 경기를 치렀다. 그는 2007년 12월 27일에 맨체스터 시티를 상대로 2번째 선발 출전 경기를 펼쳤다. 그는 2008년 5월 19일에 같은 스위스 수비수인 스테판 앙쇼와 함께 계약이 해지되어 방출되었다. 베르너는 노리치 시티의 시즌 개막 전 훈련에 참가해 입단 시험을 보았지만, 계약은 성사되지 못했다.

### 레스터 시티

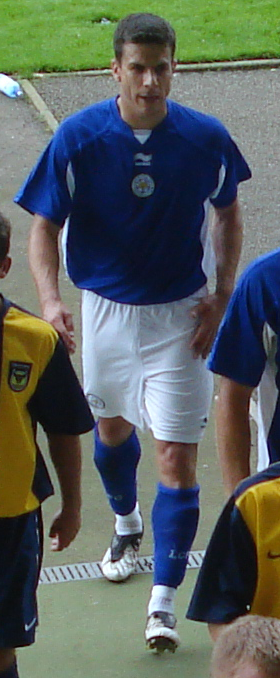
2010년 7월 24일, 옥스퍼드 유나이티드와의 개막 전 친선경기에 출전한 베르너

2008년 9월 12일, 베르너는 레스터 시티와 3년 계약을 맺고 등번호 31번을 받았다. 레스터 시티는 애스턴 빌라와 노팅엄 포리스트의 영입 경쟁에서 승리했다. 그는 9월 23일에 워커스 스타디움에서 열린 링컨 시티와의 풋볼 리그 트로피 경기에서 첫 경기를 치렀는데, 0-0으로 비기고 승부차기에서 3-1로 이겼다. 2009년 1월 24일에는 허더스필드 타운과의 경기에서 리그 골을 득점하여 4-2 승리에 일조했는데, 이로서 그는 4년 만에 골맛을 보았다. 그는 총 32번의 리그 경기에 출전해 3골을 기록해 레스터 시티의 풋볼 리그 1부 우승으로 승격을 이룩하는데 도왔다.
베르너는 2009-10 시즌에 등번호 10번을 받아, 챔피언십 플레이오프전 진출을 목표로 잡았다. 9월 12일에 레스터 시티가 리그 6위에 오른 후, 베르너는 이변 없이 초반을 기대한 대로 보냈다. 그는 1-2로 패한 프레스턴 노스 엔드와의 9월 26일 경기에서 시즌 첫 골을 기록했다. 베르너가 12월에 부상으로 빠지면서, 레스터 시티는 7경기 연속으로 무실점 경기에 실패했다. 그가 뉴캐슬 유나이티드와의 경기에서 복귀하고서야 다시 무실점 경기를 치렀는데, 이 경기 결과는 0-0이었다. 그는 2010년 2월 27일에 3-0으로 이긴 노팅엄 포리스트와 재회한 경기에서 득점도 올리고 도움도 기록했고, 소속 구단의 2월 일정을 무패로 마쳤다. 베르너는 카디프 시티와의 챔피언십 준플레이오프 2차전에서 승부차기 주자로 나서서 골을 성공시켰지만, 3-4로 패했다.
2010-11 시즌, 베르너는 1월에 임대 이적생 그레그 커닝엄에게 자리를 내주어 출전 시간이 줄어들면서 구단을 떠날 비관적 전망을 내비쳤다. 2011년 1월 3일, 그는 스완지 시티를 상대로 2010년 10월 이래 첫 선발 경기를 펼쳐 2-1 승리에 일조했다. 커닝엄의 임대 활약은 부상으로 끝났고, 베르너는 새 계약 제의를 받았지만, 이적의 여지를 남겼는데, 베르너는 "몇몇 챔피언십 구단들의 제의"에 관심이 있음을 밝혔다. 결국 그는 1월 20일에 1년 계약을 체결했다.
그러나, 베르너는 2012년 3월 1일에 2011-12 시즌동안 여우 군단 경기에 1경기도 출전하지 못한 후 프로 은퇴를 선언했다.

## 국가대표팀 경력
베르너는 2-1로 이긴 오스트리아와의 2001년 8월 15일 경기에서 스위스 국가대표팀 첫 경기를 치렀다. 그는 유로 2004에 참가했지만, 3번의 B조 경기에서 한 경기도 출전하지 못했다. 그는 2010년 월드컵을 앞두고 국가대표팀 복귀가 거론되었지만, 베르너는 2010년 5월 11일에 발표된 23인 최종 명단에서 제외되었다.

## 감독 경력
2016년 11월부터 2017년 6월까지 베르너는 스위스의 투겐 1군 지휘봉을 잡았다.
2017년 6월, 베르너는 투겐을 떠나 스위스 챌린지리그의 크린스 감독이 되었다.
2021-22 시즌, 그는 스위스의 U-19와 U-20 국가대표팀을 지도했다.
2022년 5월 30일, 그는 승격 새내기 빈터투어의 감독으로 알렉산더 프라이의 바통을 이어받아 취임했다.
2023년 6월 9일, 그는 친정 구단 그라스호퍼의 감독으로 2년 계약을 체결했다. 빈터투어를 떠날 당시, 그는 계약이 1년 남아있었지만, 구단 양측 모두 계약의 상세 조항을 공개하지 않았다.

## 수상
그라스호퍼
- 나치오날리가 A: 1997–98, 2000–01

프라이부르크
- 2. 분데스리가: 2002–03

레스터 시티
- 풋볼 리그 1부: 2008–09

## 참고 문헌
- Die ersten 125 Jahre. Publisher: Josef Zindel im Friedrich Reinhardt Verlag, Basel. ISBN 978-3-7245-2305-5
- Verein "Basler Fussballarchiv" 홈페이지